# Feriados na Romênia
O que se segue é uma lista de feriados na Roménia.

## Feriados oficiais
| Data              | Nome romeno                  | Nome em português               | Notas |
| ----------------- | ---------------------------- | ------------------------------- | --- |
| 1 de Janeiro      | Anul nou                     | Dia de Ano Novo                 | |
| Abril/Maio        | Paştele                      | Páscoa                          | O feriado oficial é a Páscoa Ortodoxa. Embora as festas durem três dias, só o domingo e segunda-feira de Páscoa são feriados. |
| 1 de Maio         | Ziua muncii                  | Dia do Trabalhador              | Dia Internacional do Trabalhador                                                                                              |
| 1 de Dezembro     | Ziua naţională (Ziua unirii) | Feriado Nacional (Dia da União) | Celebra a união da Transilvânia com o Reino da Roménia, o acto fundador da Roménia moderna (1918)                             |
| 25/26 de Dezembro | Crăciunul                    | Natal                           | Tanto o dia de Natal como o dia seguinte são feriados.                                                                        |

## Outras datas oficiais
| Data          | Nome romeno           | Nome em português    | Notas                                                                                        |
| ------------- | --------------------- | -------------------- | -------------------------------------------------------------------------------------------- |
| 26 de Junho   | Ziua Tricolorului     | Dia da Bandeira      |                                                                                              |
| 29 de Julho   | Ziua Imnului naţional | Dia do Hino Nacional | Data em que Deşteaptă-te, Române! foi pela primeira vez executado, em 1848 em Râmnicu Vâlcea |
| 8 de Dezembro | Ziua Constituţiei     | Dia da Constituição  |                                                                                              |

## Festas tradicionais
| Data       | Nome       | Notas                                                                 |
| ---------- | ---------- | --------------------------------------------------------------------- |
| 1 de Março | Mărţişorul | Festival da Primavera (assemelha-se vagamente ao Dia de São Valentim) |